# Справедливость
Справедли́вость — понятие о должном, содержащее в себе требование соответствия деяния и воздаяния: в частности, соответствия прав и обязанностей, труда и вознаграждения, заслуг и их признания, преступления и наказания, соответствия роли различных социальных слоёв, групп и индивидов в жизни общества и их социального положения в нём. В экономической науке — требование равенства граждан в распределении ограниченного ресурса. Отсутствие должного соответствия между этими сущностями оценивается как несправедливость.
Является одной из основных категорий этики. Как черта характера считается добродетелью.

## История
Справедливость является важнейшей категорией социально-философской мысли, морального, правового и политического сознания. В философии Древнего Востока и Древней Греции справедливость рассматривалась как внутренний принцип существования природы, как физический, космический порядок, отразившийся в социальном порядке. В римском праве справедливость (iustitia) трактуется как субъективная категория, а именно как «постоянная и неуклонная воля воздавать каждому его право» (Ульпиан). Более архаическая (и объективная) ипостась справедливости — равенство (aequum). Говорится, например, что с точки зрения права народов все люди (свободные и рабы) равны.
В философии Фомы Аквинского справедливость (iustitia) — это одна из кардинальных добродетелей, которая противостоит греху алчности (avaritia). Сам термин справедливости представляет собой аналог русского слова правда и встречается в латинском переводе Библии: «блаженны алчущие правды» (Мф. 5:6). Многократно обращались к проблеме справедливости такие мыслители, как Герберт Спенсер и Джон Локк.

## Концепции
- Древнегреческий философ Платон считал справедливым то общество, в котором каждый человек занимается тем, что ему дано от природы. В своём знаменитом диалоге «Государство» он детально описывает идеальный, по его мнению, государственный строй, в том числе уделяя большое внимание понятию справедливости и в конце концов приходит к вышеизложенной концепции[6].
- Профессор античности Эдуард Фролов видит истоки платоновской концепции справедливости в архаическом «представлении о норме (metron) как основании порядка, личного и общественного благополучия, причём блюстителями или гарантами этой нормы выступали сами строители мира — боги»[7].
- Американский политический философ Джон Ролз в своей основополагающей работе «Теория справедливости» формулирует два основных принципа справедливости[8] (см. также «Теория Ролза» ниже➤):

1) каждый человек должен иметь равные права в отношении наиболее широкого спектра основных свобод, совместимого с подобными свободами для других. 
2) социальные и экономические различия должны быть устроены так, чтобы:

(а) наибольшие преимущества от них получали бы наименее привилегированные члены общества в соответствии с принципом ответственности перед будущими поколениями (just savings principle) и принципом справедливого неравенства (the difference principle)

(б) доступ к рабочим местам и государственным должностям должен быть открыт для всех на основе равенства возможностей.
Оригинальный текст (англ.)1) Each person is to have an equal right to the most extensive basic liberty compatible with a similar liberty for others
2) Social and economic inequalities are to be arranged so that (Rawls, 1971, p. 302; revised edition, p. 47):
(a) they are to be of the greatest benefit of the least-advantaged members of society, consistent with the just savings principle (the difference principle).
(b) offices and positions must be open to everyone under conditions of fair equality of opportunity

## Виды справедливости
Начиная с Аристотеля, принято выделять два вида справедливости:
1. Уравнительная — относится к отношениям равноправных людей по поводу предметов («равным — за равное»). Она относится не непосредственно к людям, а к их действиям, и требует равенства (эквивалентности) труда и оплаты, ценности вещи и её цены, вреда и его возмещения[9]. Отношения уравнительной справедливости требуют участия, по меньшей мере, двух лиц[источник не указан 3823 дня].
2. Распределительная — требует пропорциональности в отношении к людям согласно тому или иному критерию («равное — равным, неравное — неравным», «каждому своё»)[9]. Отношения распределительной справедливости требуют участия по меньшей мере, трех людей, каждый из которых действует для достижения одной цели в рамках организованного сообщества. Один из этих людей, распределяющий, является «начальником»[источник не указан 3823 дня].

Уравнительная справедливость является специфическим принципом частного права, тогда как распределительная — принципом публичного права, являющегося совокупностью правил государства как организации.
Требования уравнительной и распределительной справедливости являются формальными, не определяя, кого следует считать равным или отличающимся, и не указывая на то, какие правила к кому применять. Различные ответы на эти вопросы дают различные концепции справедливости, которые дополняют формальное понятие справедливости содержательными требованиями и ценностями.

## Социальная справедливость
Социальная справедливость — один из распространённых общественных идеалов. Некоторые источники относят социальную справедливость к общечеловеческим идеалам. Её конкретное содержание, а также название менялось на протяжении истории. Согласно некоторым современным представлениям, реализация принципа на практике включает:
- равенство всех граждан перед законом;
- обеспечение гарантий жизнедеятельности человека[прояснить];
- высокий уровень социальной защищённости[прояснить].

В частности, осуществление принципа социальной справедливости должно включать в себя:
- обеспечение работой каждого трудоспособного;
- достойную зарплату[прояснить];
- социальное обеспечение инвалидов и детей-сирот;
- свободный доступ граждан к образованию, здравоохранению, культуре и спорту[прояснить].

### Теория Ролза
Теория социальной справедливости Джона Ролза, изложенная в одноимённой книге, базируется на том, что самые базовые общественные блага должны по возможности распределяться между людьми поровну. Неравенство в распределении возможно лишь для поддержки самых малоимущих слоёв общества. Изначально же все люди имеют или должны иметь равные свободы, а кроме того, нести равную ответственность. Философ изложил и известное утверждение о том, что свобода людей может быть ограничена только свободой других. Кроме того, государство должно стремиться к обеспечению равенства возможностей для своих граждан, а способности преуспевающих индивидов должны быть перенаправлены на обеспечение общественных благ и работать в пользу обделённых людей. Более того, перераспределение ресурсов должно обеспечивать не просто равенство возможностей различных социальных слоёв, но нивелировать саму их принадлежность к той или иной страте в процессе борьбы за успех. Возможность обеспечения таких принципов справедливости Ролз видел в работе классических либеральных демократических социальных институтов.

### Критика
- По мнению нобелевского лауреата по экономике (1974) Фридриха фон Хайека:

определение «социальный» представляется приложимым ко всему, что связано с уменьшением или устранением различий в доходах.

Выражение «социальный» фон Хайек считает противоречивым:

Прилагательное «социальное» <…> вероятно, стало самым бестолковым выражением во всей нашей моральной и политической лексике. … оно все чаще выступает в роли слова «благое» при обозначении всего высоконравственного.

Всякий призыв быть «социальными» <…> есть подталкивание нас к ещё одному шагу в сторону «социальной справедливости» социализма. В итоге употребление термина «социальный» становится практически тем же самым, что и призыв к «распределительной справедливости». А между тем это несовместимо с конкурентным рыночным порядком, а также с ростом и даже поддержанием существующей численности населения и достигнутого уровня богатства. В общем, из-за подобного рода ошибок люди стали называть «социальным» («общественным») то, что является главной помехой для самого поддержания жизни «общества». В сущности, «социальное» следовало бы именовать «антисоциальным».

Хайек считает невозможным субъективное распределение результатов труда на основе затраченных работником усилий:

Никому не под силу то, что под силу рынку: устанавливать значение индивидуального вклада в совокупный продукт. Нет и другого способа определять вознаграждение, заставляющее человека выбирать ту деятельность, занимаясь которой он будет в наибольшей мере способствовать увеличению потока производимых товаров и услуг.

Полемизируя с Роулзом, фон Хайек обосновывает несовместимость прогресса и справедливости. По мнению Хайека «эволюция не может быть справедливой». Поскольку любые изменения приводят к выигрышу одних и проигрышу других, требование справедливости равнозначно прекращению развития.
- Нобелевский лауреат по экономике Милтон Фридман (1976) критикует понятие социальной справедливости, считая, что подоходный налог, как основное средство перераспределения доходов, во-первых, носит не добровольный, а принудительный характер, а, во-вторых, снижает стимулы к труду, что, в свою очередь, снижает общее благосостояние общества[16].

### Защита
- Оппонент новых правых и представитель классической правой либеральной экономической мысли Нобелевский лауреат по экономике Морис Алле (1988) ставит задачу стремления к социальной справедливости и полагает, что для достижения социальной справедливости государство должно регулировать все правила поведения на рынке, а не только денежную массу, как предлагал Фридман[17]. «Я старался переосмыслить роль экономической свободы и рыночной экономики с точки зрения поиска эффективности и достижения этических целей», — писал Алле.

## Справедливость и право
Существует мнение, что справедливость является философской категорией и носит оценочный характер, что не даёт возможности её однозначной трактовки, создания ёмкой и полной дефиниции справедливости. Взгляды учёных на правовую функцию справедливости противоречивы.
Существует мнение, что «в справедливом обществе не может быть преступления, если нет потерпевших».

## Справедливость и свобода
Видный американский экономист, нобелевский лауреат Милтон Фридман противопоставляет справедливость и свободу:

Я не сторонник справедливости. Я сторонник свободы, а свобода и справедливость — это не одно и то же. Справедливость подразумевает, что некто будет оценивать, что справедливо, а что — нет.
Оригинальный текст (англ.)“I’m not in favor of fairness.  I’m in favor of freedom, and freedom is not fairness.  Fairness means somebody has to decide what’s fair.”

## Справедливость и мораль
Видный исследователь социализма Фридрих Хайек указывал на невозможность объективного распределения благ, например, в соответствии с моральными критериями:

Вознаграждение дается отнюдь не за достоинства (скажем, не за соблюдение правил морали). … По Канту, не существует никакого общего критерия оценки достоинств и заслуг, исходя из которого можно было бы судить о различных благоприятных возможностях, открывающихся перед разными индивидами, обладающими разной информацией, разными способностями и разными желаниями.

## Биологические аспекты
По данным нейробиологов, за чувство справедливости отвечают ряд участков мозга, связанных с эмоциональной сферой человека.
Утверждают, что тяга к справедливости сформировалась на генетическом уровне в процессе племенного развития человека, поскольку предоставляла более «справедливым» племенам преимущества в выживании.
Исследования показывают, что чувство справедливости свойственно не только человеку, но и шимпанзе.